# Палата представителей Ирландии
Дойл Эрен (ирл. Dáil Éireann, англ. Assembly of Ireland) — нижняя палата парламента Республики Ирландия (Ойряхтаса). С декабря 2024 года действует Дойл 34-го созыва.

## История
Первым законодательным органом Ирландии был парламент Ирландии, действовавший с 1297 по 1800 год. Он прекратил работу в соответствии с Актом об унии Великобритании и Ирландии, вызванным Ирландским восстанием 1798 года. После этого ирландские депутаты выбирались в парламент Соединённого королевства Великобритании и Ирландии. На выборах 1918 года безоговорочную победу одержали кандидаты от националистической партии Шинн Фейн. Они не поехали в Лондон, а создали однопалатный ирландский парламент, Дойл Эрен, и провозгласили создание Ирландской республики (во всём мире признанной лишь РСФСР).
Первый Дойл работал в условиях войны за независимость. После заключения англо-ирландского договора 1921 года появился доминион Великобритании, Ирландское Свободное государство. Его парламент стал называться Ойряхтасом, чьей нижней палатой стал Дойл Эрен. В 1937 году парламент провёл конституционную реформу, по которой была создана Республика Ирландия. Структура парламента при этом не изменилась. Первый созыв Дойла в новом государстве получил наименование «Девятый Дойл».

## Текущее распределение мест

Текущее распределение мест

Распределение мест по результатам Парламентских выборов в Ирландии (2024):
| Партия                             | Места |
| ---------------------------------- | ----- |
| Фианна Файл                        | 48    |
| Шинн Фейн                          | 39    |
| Фине Гэл                           | 38    |
| Зелёная партия                     | 1     |
| Лейбористская партия               | 11    |
| Социал-демократы                   | 10    |
| Солидарность — Люди важнее прибыли | 3     |
| 100% Redress                       | 1     |
| Аонту                              | 2     |
| Независимые                        | 16    |
| Всего                              | 174   |